# Wilhelm Ferdinand Erichson
Pour les articles homonymes, voir Erichson.
Wilhelm Ferdinand Erichson est un entomologiste allemand, né le 26 novembre 1809 à Stralsund et mort le 18 décembre 1848 à Berlin.
Il est l'auteur de très nombreux articles sur les insectes, notamment dans la revue Archiv für Naturgeschichte (de).

## Espèces décrites

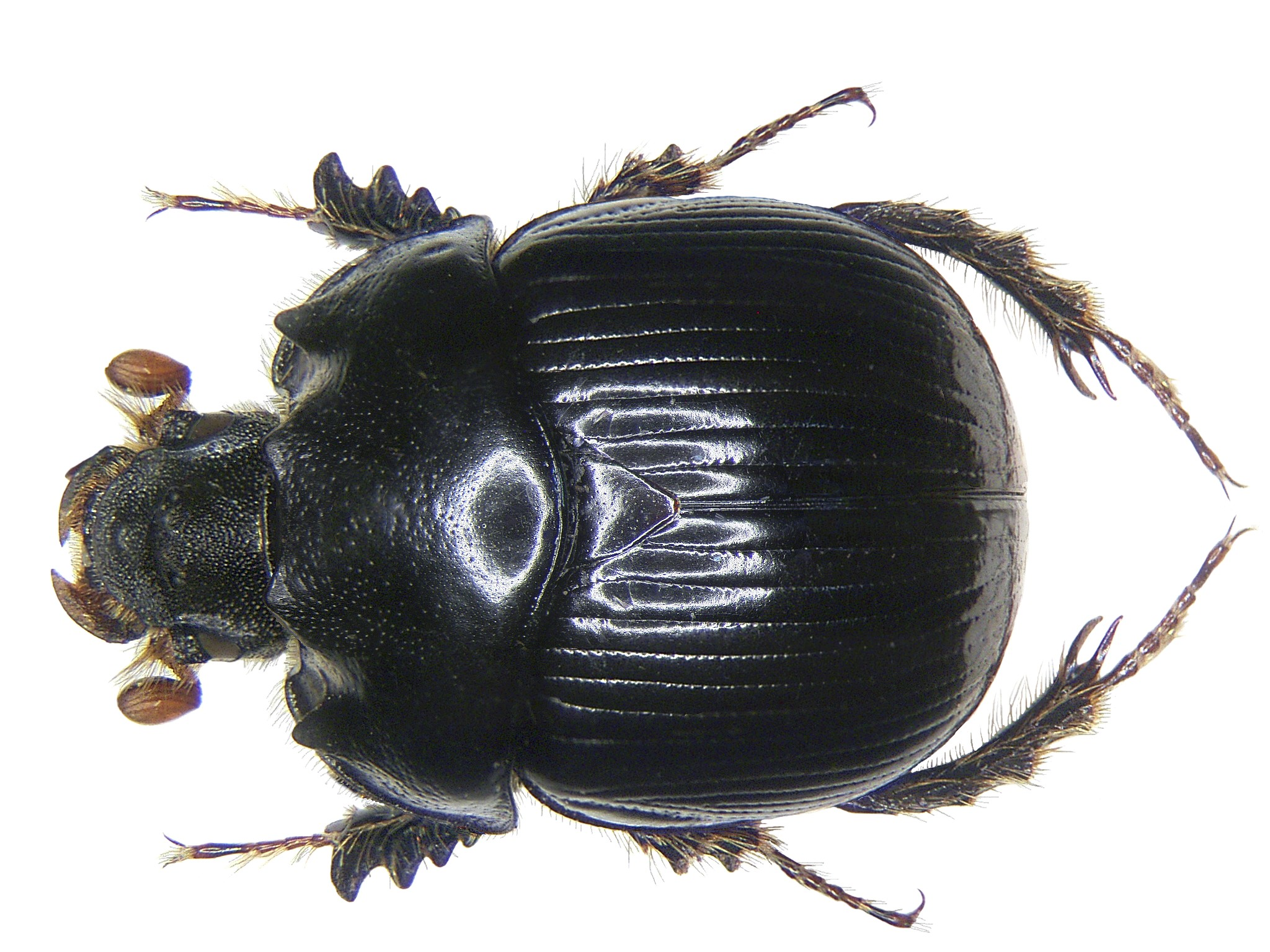
Bolbelasmus bocchus (Erichson, 1841)

Il a décrit le premier un grand nombre d'insectes, notamment des coléoptères, dont la dénomination complète du taxon fait référence à Erichson.
Dans son article sur les insectes d’Algérie de 1841, il a décrit 57 espèces qu'il pensait nouvelles. Après 170 ans de révision taxonomique il conserve la paternité d'une trentaine d'entre elles comme celle de Bolbelasmus bocchus (es) (Erichson, 1841) qu'il a décrit sous le nom Bolbocerus bocchus.
Le nombre d'espèces décrites par Wilhelm Ferdinand Erichson est particulièrement important. A titre d'exemple, la collection de coléoptères du Muséum suédois d'histoire naturelle comporte environ 1200 espèces dont Erichson est l'auteur.

## Œuvres
- Genera Dyticorum. Berlin (1832)
- Die Käfer der Mark Brandenburg. Premier volume, Berlin (1837-1839)
- Genera et species Staphylinorum insectorum. Berlin 1839-1840)
- Entomographien. Berlin (1840)
- Bericht über die wissenschaftlichen Leistungen auf dem Gebiete der Entomologie. Berlin (1838)
- Naturgeschichte der Insekten. Berlin (1845-1848)